# اودا توشی‌هیرو
اودا توشی‌هیرو (به ژاپنی: 織田敏広/織田敏廣); (زمان تولد نامشخص- مرگ ۱۴۸۱) یک سامورایی در دوره موروماچی از اهالی ولایت اواری در ژاپن بود. وی سرخاندان یک شاخه از خاندان اودا بنام «خاندان ایواکورا اودا (ایسه نو کامی)» بود که از زمان او به عنوان شوگودای (معاون فرماندار) بر چهار بخش بالایی ولایت اُواری تسلط پیدا کردند.
وی در سال ۱۴۶۷ و در طی شورش اونین به همراه یازدهمین فرماندار ولایت اُواری بنام شیبا یوشی‌کادو (در اصل از خاندان شیبوکاوا) به سپاه غربی ملحق شد. یوشی کادو در این درگیری در برابر سپاه شرقی و دهمین رهبر خاندان شیبا و فرماندار اُواری بنام شیبا یوشی‌توشی قرار گرفت. از طرف دیگر اودا توشی‌سادا در این نبرد به سپاه شرقی ملحق شد و از رهبر خاندان شیبا حمایت کرد.
اودا توشی‌هیرو در سال ۱۴۷۵ به همراه ارباب خود شیبا یوشی‌کادو از کیوتو به ولایت اُواری آمد و در آن زمان در محل اقامت فرماندار در قلعه اوریزو ساکن شد از همین زمان به عنوان شوگودای (معاون فرماندار) مشغول به کار شد. در سال ۱۴۷۶ قلعه اوریزو به علت درگیری‌های بین خاندان اودا سوخت و از بین رفت.
در سال ۱۴۷۸ به فرمان شوگون‌سالاری آشیکاگا توشی‌هیرو از مقام معاونی فرماندار اخراج شد و اودا توشی‌سادا که تا بحال زیردست شوگودای بود، بجای او به این مقام منصوب شد. توشی‌هیرو به همراه ارباب خود یوشی‌کادو این فرمان را نپذیرفتند. در این زمان قلعه کیوسو که مقر فرمانداری جدید شده بود و نزدیک به پایین ولایت اُواری قرار داشت، مورد حمله قرار گرفت و  اودا توشی‌سادا قلعه را تصرف کرد اما دو ماه بعد توشی‌هیرو دوباره توانست قلعه را بازپس بگیرد. در این زمان مداخله شوگون‌سالاری توسط دو طرف نادیده گرفته شد و دو طرف درگیری ولایت اُواری را به دو قسمت بالایی و پایینی که هر کدام دارای چهار بخش بود، تقسیم کرده و توشی‌هیرو به عنوان معاون فرماندار چهار بخش بالایی درآمد.
در سال ۱۴۷۹ توشی‌هیرو قلعه ایواکورا را در نزدیک ولایت مینو بنا کرد و محل اقامت خود قرار داد و قلعه کیوسو به عنوان محل اقامت شوگودای چهار بخش پایینی ولایت اُواری درآمد.